# 湯姆·霍格利
湯姆·霍格利（挪威語：Tom Høgli；1984年2月24日—）是一位挪威足球運動員，在場上的位置是右後衛。他現在效力於丹麥足球超級聯賽球隊哥本哈根足球俱樂部。他也代表挪威國家足球隊參加比賽。